# Paecilomyces atrovirens
Paecilomyces atrovirens är en svampart som beskrevs av Z.Q. Liang & A.Y. Liu 1993. Paecilomyces atrovirens ingår i släktet Paecilomyces och familjen Trichocomaceae.   Inga underarter finns listade i Catalogue of Life.